# 野中重雄
野中 重雄（のなか しげお、1918年2月 - 1984年5月28日）は、日本の翻訳家、外国映画字幕翻訳家。

## 経歴・人物
大阪府出身。1940年慶應義塾大学法学部卒業。洋画配給会社の宣伝部長などを経て、字幕翻訳者に。

## 翻訳
- 『アスファルトジャングル』（W・R・バーネット、雄鶏社、おんどり・ぽけっと・ぶっく） 1954
- 『ミスタア・ロバーツ』（トーマス・ヘゲン、雄鶏社、おんどり・ぽけっと・ぶっく 1955
- 『金髪女は若死する』（ビル・ピーターズ、早川書房、世界探偵小説全集） 1957
- 『死への旅券』（エド・レイシイ、早川書房、世界探偵小説全集） 1957
- 『奥の手の殺人』（E・S・ガードナー、早川書房、世界探偵小説全集） 1957
- 『十億ドルの死体』（ジョゼフ・シャリット、早川書房、世界探偵小説全集） 1958
- 『さらばその歩むところに心せよ』（エド・レイシイ、早川書房、世界ミステリシリーズ） 1959
- 『太陽の谷』（勇康雄註解、外国映画出版社、英和対訳シナリオ） 1959.9
- 『夜を楽しく』（勇康雄註解、外国映画出版社、英和対訳シナリオ） 1960.3
- 『リングで殺せ』（エド・レイシイ、早川書房、世界ミステリシリーズ） 1964、のち文庫
- 『エーゲ海の血闘』（T・L・コンウェイ、番町書房、イフ・ノベルズ） 1977.4
- 『エンブリヨ』（ルイ・シャルボノー、番町書房イフ・ノベルズ） 1977.8
- 『ワン・オン・ワン』（ジェリー・シーガル、立風書房） 1978.2
- 『ピューバティー みだらなビクトリアン2』（近代映画社） 1979.7
- 『マフィア・ワイフ』（ロビン・ムーア,バーバラ・フカ、講談社文庫) 1980.11
- 『乱れたベッド』（ブライアン・デニスン、富士見ロマン文庫） 1981.9
- 『致命傷  私立探偵ジョン・タナー』（スティーヴン・グリーンリーフ、早川書房、世界ミステリシリーズ） 1982.4
- 『戦慄の街』（ウィリアム・ロッツラー、ヘラルド映画文庫) 1982.9

### カーター・ブラウン
- 『ブロンド』（カーター・ブラウン、早川書房、世界ミステリシリーズ） 1959
- 『コール・ガール』（カーター・ブラウン、早川書房、世界ミステリシリーズ） 1960
- 『恋人』（カーター・ブラウン、早川書房、世界ミステリシリーズ） 1960
- 『悩殺』（カーター・ブラウン、早川書房、世界ミステリシリーズ） 1965
- 『ヌードのある風景』（カーター・ブラウン、早川書房、世界ミステリシリーズ） 1969

## 字幕翻訳
- 『狼よさらば』（日本公開1974年、コロンビア映画）
- 『風とライオン』（日本公開1976年、ユナイテッド・アーティスツ、コロンビア映画）
- 『タクシードライバー』（日本公開1976年、コロンビア映画）
- 『遠すぎた橋』（日本公開1977年、ユナイテッド・アーティスツ、富士映画配給）
- 『未知との遭遇』（日本公開1978年、コロンビア映画）
- 『ワイルド・ギース』（日本公開1978年、松竹・ジョイパックフィルム、富士映画配給）
- 『ゾンビ』（日本公開1979年、日本ヘラルド映画配給）
- 『マッドマックス』（日本公開1979年、ワーナー・ブラザース）
- 『チャイナ・シンドローム』（日本公開1979年、コロンビア映画）
- 『クレイマー、クレイマー』（日本公開1980年、コロンビア映画）
- 『グロリア』（日本公開1981年、コロンビア映画）
- 『パラダイス・アーミー』（日本公開1982年、コロンビア映画）
- 『ロサンゼルス』（日本公開1982年、コロンビア映画）
- 『狼男アメリカン』（日本公開1982年、ユニバーサル映画）
- 『殺人魚フライングキラー』（日本公開1982年、コロンビア映画）
- 『ブルーサンダー』（日本公開1983年、コロンビア映画）
- 『ガンジー』（日本公開1983年、コロンビア映画）

## 参考
- 訳書の紹介文